# Эстонский союз шашек
Эстонский союз шашек (эст. Eesti Kabeliit) — спортивная федерация Эстонии. Входит в Эстонский Олимпийский Комитет и в Европейскую конфедерацию шашек, являясь одним из её основателей.
Объединяет любителей шашек Эстонии (активных свыше 1000). В составе Эстонского союза шашек 17 клубов. Проводятся чемпионаты Эстонии по русским и международным шашкам, соревнования по другим видам шашек. Лучшие игроки: международные гроссмейстеры Урмо Ильвес, Арно Уутма, мастер по быстрым шашкам Арду Трейнбук и международные мастера Кайдо Леесманн и Райдо Вярик.
Основан 22 апреля 1990 года. В состав Европейской федерации шашек (FMJD) Эстонский союз шашек приняли 19 октября 1991 года. После того, как в 2007 году президентом Европейской федерации шашек избрали Янек Мягги, президента Эстонского союза шашек, штаб-квартира спортивной организации переместилась в Таллин, где она располагается в Доме шахмат им. Пауля Кереса.
В состав правления входят: Janek Mäggi, Arno Uutma, Tarmo Tulva, Viktoria Lehtmets, Aare Harak, Villem Lüüs, Krista Pahapill, Kalev Randlaine, Kerdi Pesur.